# Муссини, Луиджи
Луиджи Муссини (итал. Luigi Mussini, 19 декабря 1813, Берлин, Пруссия — 18 июня 1888, Сиена, Италия) — итальянский живописец академического направления флорентийской школы. Участник революции 1848—1849 годов в Италии, известный шахматист и шахматный композитор. Младший брат художника Чезаре Муссини.

## Биография
Луиджи Муссини родился в Германии, в итальянской семье капельмейстера прусского двора Натале Муссини и Джулианы, певицы, дочери композитора Джузеппе Сарти. В 1818 году родители вернулись в Италию, во Флоренцию. В тринадцать лет Луиджи начал обучение живописи под руководством старшего брата Чезаре. Он также изучал под руководством родителей игру на фортепиано. С детства художник свободно говорил на французском языке, на котором разговаривали родители дома. В 1830 году он стал учеником Академии изящных искусств во Флоренции, где его наставниками были Пьетро Бенвенути и Джузеппе Беццуоли. Сам художник увлёкся ранней итальянской живописью XV века. В это время Муссини привлекали сюжеты Гомера, Данте, Торквато Тассо, античной и ренессансной истории.
В 1840 году он выиграл стипендию Академии изящных искусств во Флоренции за картину «Эней, спасающийся из Трои» на поездку во  Французскую академию в Риме. Четыре года он провёл в Риме на Вилле Медичи, где познакомился с Жаном Огюстом Домиником Энгром и завёл знакомства среди римских интеллектуалов. В Риме Муссини сблизился с кругом немецких художников-романтиков — назарейцев. Под влиянием назарейцев, Манифест которых он подписал в 1842 году, Муссини отказался от литературных и исторических тем и обратился к живописи религиозного содержания. Несколько месяцев в конце 1844 года он провёл в Неаполе.
В 1844 году совместно с учеником Энгра, швейцарским живописцем Францем Адольфом фон Штюрлером, Луиджи Муссини основал во Флоренции на улице Святой Аполлонии школу рисунка, где в рисунке придавалась наибольшее значение линии и детально изучалось наследие итальянских художников дорафаэлевской эпохи. Эта школа по замыслу создателей должна была базироваться на принципах работы живописной мастерской эпохи раннего Возрождения. В 1848—1849 годах Муссини принимал участие в борьбе за независимость и объединение Италии, был участником неудачной военной операции по освобождению Ломбардии от австрийцев.
В 1849 году, разочарованной итогами революции в Италии, он переехал в Париж, где возобновил сотрудничество с Энгром. В 1851 году вернулся в Италию и получил назначение на должность директора Института изобразительных искусств в Сиене, остававшейся длительное время вакантным. Он занимал эту должность в течение тридцати семи лет, вплоть до своей смерти 18 июня 1888 года. 
Художник был председателем или членом различных комиссий и комитетов, ответственных за распределение наград за художественные достижения, за отбор работ для участия в международных выставках, за возведение новых памятников (конкурс на установку памятника Виктору Эммануилу II в Турине в 1879 году; конкурс на создание монументального зала, посвящённого Виктору Эммануилу II, в общественном дворце Сиены в 1883—1888 годах). В 1880 году был избран в городской совет Сиены по списку консервативных конституционистов.
Жена художника Luigia Mussini-Piaggio, тоже художница и его ученица, умерла в 1865 году, их вторая дочь Луиза в 1893 году стала женой бывшего ученика своего отца Алессандро Франчи (итал. Alessandro Franchi).

## Особенности творчества
В искусстве художник считал своими непререкаемыми авторитетами Рафаэля и итальянских «примитивов» (так ранее называли живописцев, работавших «до Рафаэля», в период проторенессанса и кватроченто), особенно художников умбро-тосканской школы). В раннем творчестве Луиджи Муссини прослеживается влияние романтических настроений. Однако постепенно, в более поздних произведениях, созданных после возвращения из Парижа, проявилось влияние манерной салонной живописи (в частности влияние портретов Фредерика Лейтона). Поэтому в целом творчество художника относят к академическому направлению.
Муссини имел много учеников и последователей, известных в Италии того времени (среди них: Angelo Visconti, Amos Cassioli, Cesare Maccari, Pietro Aldi, Алессандро Франчи). Портретное изображение Луиджи Муссини в медальоне выполнил скульптор Джованни Дюпре. Художник был руководителем крупных реставрационных работ. В 1880 году он опубликовал «Записки об искусстве» (Scritti d’arte), размышления о живописи и заметки о встречах с выдающимися художниками. После смерти художника была опубликована его переписка (с 1836 по 1888 год).

## Шахматная деятельность
Увлечением всей жизни художника были шахматы. Муссини был практикующим шахматистом и, начиная с 1876 года, составлял шахматные задачи, которые публиковались в шахматных изданиях того времени. Его любимым жанром шахматной композиции был обратный мат — белые начинают и заставляют чёрных объявить мат белому королю в указанное количество ходов. Художник был постоянным автором журнала Nuova Rivista degli Scacchi. Одна из наиболее известных картин художника — «Шахматный турнир при дворе короля Испании», она была написана художником по собственной инициативе около 1883 года и выставлена на многих национальных шахматных турнирах, в которых принимал участие сам художник, показывая достойные результаты.
Луиджи Муссини был основателем и президентом Società Scacchistica Senese в 1877 году.

### Избранные шахматные композиции
|   | a | b | c | d | e | f | g | h |   |
| - | --- | --- | --- | --- | --- | --- | --- | --- | - |
| 8 | b7 белый конь · e7 чёрная пешка · h7 белый слон · c6 чёрная пешка · e6 чёрная пешка · c5 белая пешка · f5 чёрная ладья · g5 белая пешка · h5 белая пешка · b4 белый конь · e4 чёрный король · g4 белый король · h4 чёрная пешка · d3 белая ладья · h3 белая пешка · d2 белая пешка · h2 белый ферзь | b7 белый конь · e7 чёрная пешка · h7 белый слон · c6 чёрная пешка · e6 чёрная пешка · c5 белая пешка · f5 чёрная ладья · g5 белая пешка · h5 белая пешка · b4 белый конь · e4 чёрный король · g4 белый король · h4 чёрная пешка · d3 белая ладья · h3 белая пешка · d2 белая пешка · h2 белый ферзь | b7 белый конь · e7 чёрная пешка · h7 белый слон · c6 чёрная пешка · e6 чёрная пешка · c5 белая пешка · f5 чёрная ладья · g5 белая пешка · h5 белая пешка · b4 белый конь · e4 чёрный король · g4 белый король · h4 чёрная пешка · d3 белая ладья · h3 белая пешка · d2 белая пешка · h2 белый ферзь | b7 белый конь · e7 чёрная пешка · h7 белый слон · c6 чёрная пешка · e6 чёрная пешка · c5 белая пешка · f5 чёрная ладья · g5 белая пешка · h5 белая пешка · b4 белый конь · e4 чёрный король · g4 белый король · h4 чёрная пешка · d3 белая ладья · h3 белая пешка · d2 белая пешка · h2 белый ферзь | b7 белый конь · e7 чёрная пешка · h7 белый слон · c6 чёрная пешка · e6 чёрная пешка · c5 белая пешка · f5 чёрная ладья · g5 белая пешка · h5 белая пешка · b4 белый конь · e4 чёрный король · g4 белый король · h4 чёрная пешка · d3 белая ладья · h3 белая пешка · d2 белая пешка · h2 белый ферзь | b7 белый конь · e7 чёрная пешка · h7 белый слон · c6 чёрная пешка · e6 чёрная пешка · c5 белая пешка · f5 чёрная ладья · g5 белая пешка · h5 белая пешка · b4 белый конь · e4 чёрный король · g4 белый король · h4 чёрная пешка · d3 белая ладья · h3 белая пешка · d2 белая пешка · h2 белый ферзь | b7 белый конь · e7 чёрная пешка · h7 белый слон · c6 чёрная пешка · e6 чёрная пешка · c5 белая пешка · f5 чёрная ладья · g5 белая пешка · h5 белая пешка · b4 белый конь · e4 чёрный король · g4 белый король · h4 чёрная пешка · d3 белая ладья · h3 белая пешка · d2 белая пешка · h2 белый ферзь | b7 белый конь · e7 чёрная пешка · h7 белый слон · c6 чёрная пешка · e6 чёрная пешка · c5 белая пешка · f5 чёрная ладья · g5 белая пешка · h5 белая пешка · b4 белый конь · e4 чёрный король · g4 белый король · h4 чёрная пешка · d3 белая ладья · h3 белая пешка · d2 белая пешка · h2 белый ферзь | 8 |
| 7 | b7 белый конь · e7 чёрная пешка · h7 белый слон · c6 чёрная пешка · e6 чёрная пешка · c5 белая пешка · f5 чёрная ладья · g5 белая пешка · h5 белая пешка · b4 белый конь · e4 чёрный король · g4 белый король · h4 чёрная пешка · d3 белая ладья · h3 белая пешка · d2 белая пешка · h2 белый ферзь | b7 белый конь · e7 чёрная пешка · h7 белый слон · c6 чёрная пешка · e6 чёрная пешка · c5 белая пешка · f5 чёрная ладья · g5 белая пешка · h5 белая пешка · b4 белый конь · e4 чёрный король · g4 белый король · h4 чёрная пешка · d3 белая ладья · h3 белая пешка · d2 белая пешка · h2 белый ферзь | b7 белый конь · e7 чёрная пешка · h7 белый слон · c6 чёрная пешка · e6 чёрная пешка · c5 белая пешка · f5 чёрная ладья · g5 белая пешка · h5 белая пешка · b4 белый конь · e4 чёрный король · g4 белый король · h4 чёрная пешка · d3 белая ладья · h3 белая пешка · d2 белая пешка · h2 белый ферзь | b7 белый конь · e7 чёрная пешка · h7 белый слон · c6 чёрная пешка · e6 чёрная пешка · c5 белая пешка · f5 чёрная ладья · g5 белая пешка · h5 белая пешка · b4 белый конь · e4 чёрный король · g4 белый король · h4 чёрная пешка · d3 белая ладья · h3 белая пешка · d2 белая пешка · h2 белый ферзь | b7 белый конь · e7 чёрная пешка · h7 белый слон · c6 чёрная пешка · e6 чёрная пешка · c5 белая пешка · f5 чёрная ладья · g5 белая пешка · h5 белая пешка · b4 белый конь · e4 чёрный король · g4 белый король · h4 чёрная пешка · d3 белая ладья · h3 белая пешка · d2 белая пешка · h2 белый ферзь | b7 белый конь · e7 чёрная пешка · h7 белый слон · c6 чёрная пешка · e6 чёрная пешка · c5 белая пешка · f5 чёрная ладья · g5 белая пешка · h5 белая пешка · b4 белый конь · e4 чёрный король · g4 белый король · h4 чёрная пешка · d3 белая ладья · h3 белая пешка · d2 белая пешка · h2 белый ферзь | b7 белый конь · e7 чёрная пешка · h7 белый слон · c6 чёрная пешка · e6 чёрная пешка · c5 белая пешка · f5 чёрная ладья · g5 белая пешка · h5 белая пешка · b4 белый конь · e4 чёрный король · g4 белый король · h4 чёрная пешка · d3 белая ладья · h3 белая пешка · d2 белая пешка · h2 белый ферзь | b7 белый конь · e7 чёрная пешка · h7 белый слон · c6 чёрная пешка · e6 чёрная пешка · c5 белая пешка · f5 чёрная ладья · g5 белая пешка · h5 белая пешка · b4 белый конь · e4 чёрный король · g4 белый король · h4 чёрная пешка · d3 белая ладья · h3 белая пешка · d2 белая пешка · h2 белый ферзь | 7 |
| 6 | b7 белый конь · e7 чёрная пешка · h7 белый слон · c6 чёрная пешка · e6 чёрная пешка · c5 белая пешка · f5 чёрная ладья · g5 белая пешка · h5 белая пешка · b4 белый конь · e4 чёрный король · g4 белый король · h4 чёрная пешка · d3 белая ладья · h3 белая пешка · d2 белая пешка · h2 белый ферзь | b7 белый конь · e7 чёрная пешка · h7 белый слон · c6 чёрная пешка · e6 чёрная пешка · c5 белая пешка · f5 чёрная ладья · g5 белая пешка · h5 белая пешка · b4 белый конь · e4 чёрный король · g4 белый король · h4 чёрная пешка · d3 белая ладья · h3 белая пешка · d2 белая пешка · h2 белый ферзь | b7 белый конь · e7 чёрная пешка · h7 белый слон · c6 чёрная пешка · e6 чёрная пешка · c5 белая пешка · f5 чёрная ладья · g5 белая пешка · h5 белая пешка · b4 белый конь · e4 чёрный король · g4 белый король · h4 чёрная пешка · d3 белая ладья · h3 белая пешка · d2 белая пешка · h2 белый ферзь | b7 белый конь · e7 чёрная пешка · h7 белый слон · c6 чёрная пешка · e6 чёрная пешка · c5 белая пешка · f5 чёрная ладья · g5 белая пешка · h5 белая пешка · b4 белый конь · e4 чёрный король · g4 белый король · h4 чёрная пешка · d3 белая ладья · h3 белая пешка · d2 белая пешка · h2 белый ферзь | b7 белый конь · e7 чёрная пешка · h7 белый слон · c6 чёрная пешка · e6 чёрная пешка · c5 белая пешка · f5 чёрная ладья · g5 белая пешка · h5 белая пешка · b4 белый конь · e4 чёрный король · g4 белый король · h4 чёрная пешка · d3 белая ладья · h3 белая пешка · d2 белая пешка · h2 белый ферзь | b7 белый конь · e7 чёрная пешка · h7 белый слон · c6 чёрная пешка · e6 чёрная пешка · c5 белая пешка · f5 чёрная ладья · g5 белая пешка · h5 белая пешка · b4 белый конь · e4 чёрный король · g4 белый король · h4 чёрная пешка · d3 белая ладья · h3 белая пешка · d2 белая пешка · h2 белый ферзь | b7 белый конь · e7 чёрная пешка · h7 белый слон · c6 чёрная пешка · e6 чёрная пешка · c5 белая пешка · f5 чёрная ладья · g5 белая пешка · h5 белая пешка · b4 белый конь · e4 чёрный король · g4 белый король · h4 чёрная пешка · d3 белая ладья · h3 белая пешка · d2 белая пешка · h2 белый ферзь | b7 белый конь · e7 чёрная пешка · h7 белый слон · c6 чёрная пешка · e6 чёрная пешка · c5 белая пешка · f5 чёрная ладья · g5 белая пешка · h5 белая пешка · b4 белый конь · e4 чёрный король · g4 белый король · h4 чёрная пешка · d3 белая ладья · h3 белая пешка · d2 белая пешка · h2 белый ферзь | 6 |
| 5 | b7 белый конь · e7 чёрная пешка · h7 белый слон · c6 чёрная пешка · e6 чёрная пешка · c5 белая пешка · f5 чёрная ладья · g5 белая пешка · h5 белая пешка · b4 белый конь · e4 чёрный король · g4 белый король · h4 чёрная пешка · d3 белая ладья · h3 белая пешка · d2 белая пешка · h2 белый ферзь | b7 белый конь · e7 чёрная пешка · h7 белый слон · c6 чёрная пешка · e6 чёрная пешка · c5 белая пешка · f5 чёрная ладья · g5 белая пешка · h5 белая пешка · b4 белый конь · e4 чёрный король · g4 белый король · h4 чёрная пешка · d3 белая ладья · h3 белая пешка · d2 белая пешка · h2 белый ферзь | b7 белый конь · e7 чёрная пешка · h7 белый слон · c6 чёрная пешка · e6 чёрная пешка · c5 белая пешка · f5 чёрная ладья · g5 белая пешка · h5 белая пешка · b4 белый конь · e4 чёрный король · g4 белый король · h4 чёрная пешка · d3 белая ладья · h3 белая пешка · d2 белая пешка · h2 белый ферзь | b7 белый конь · e7 чёрная пешка · h7 белый слон · c6 чёрная пешка · e6 чёрная пешка · c5 белая пешка · f5 чёрная ладья · g5 белая пешка · h5 белая пешка · b4 белый конь · e4 чёрный король · g4 белый король · h4 чёрная пешка · d3 белая ладья · h3 белая пешка · d2 белая пешка · h2 белый ферзь | b7 белый конь · e7 чёрная пешка · h7 белый слон · c6 чёрная пешка · e6 чёрная пешка · c5 белая пешка · f5 чёрная ладья · g5 белая пешка · h5 белая пешка · b4 белый конь · e4 чёрный король · g4 белый король · h4 чёрная пешка · d3 белая ладья · h3 белая пешка · d2 белая пешка · h2 белый ферзь | b7 белый конь · e7 чёрная пешка · h7 белый слон · c6 чёрная пешка · e6 чёрная пешка · c5 белая пешка · f5 чёрная ладья · g5 белая пешка · h5 белая пешка · b4 белый конь · e4 чёрный король · g4 белый король · h4 чёрная пешка · d3 белая ладья · h3 белая пешка · d2 белая пешка · h2 белый ферзь | b7 белый конь · e7 чёрная пешка · h7 белый слон · c6 чёрная пешка · e6 чёрная пешка · c5 белая пешка · f5 чёрная ладья · g5 белая пешка · h5 белая пешка · b4 белый конь · e4 чёрный король · g4 белый король · h4 чёрная пешка · d3 белая ладья · h3 белая пешка · d2 белая пешка · h2 белый ферзь | b7 белый конь · e7 чёрная пешка · h7 белый слон · c6 чёрная пешка · e6 чёрная пешка · c5 белая пешка · f5 чёрная ладья · g5 белая пешка · h5 белая пешка · b4 белый конь · e4 чёрный король · g4 белый король · h4 чёрная пешка · d3 белая ладья · h3 белая пешка · d2 белая пешка · h2 белый ферзь | 5 |
| 4 | b7 белый конь · e7 чёрная пешка · h7 белый слон · c6 чёрная пешка · e6 чёрная пешка · c5 белая пешка · f5 чёрная ладья · g5 белая пешка · h5 белая пешка · b4 белый конь · e4 чёрный король · g4 белый король · h4 чёрная пешка · d3 белая ладья · h3 белая пешка · d2 белая пешка · h2 белый ферзь | b7 белый конь · e7 чёрная пешка · h7 белый слон · c6 чёрная пешка · e6 чёрная пешка · c5 белая пешка · f5 чёрная ладья · g5 белая пешка · h5 белая пешка · b4 белый конь · e4 чёрный король · g4 белый король · h4 чёрная пешка · d3 белая ладья · h3 белая пешка · d2 белая пешка · h2 белый ферзь | b7 белый конь · e7 чёрная пешка · h7 белый слон · c6 чёрная пешка · e6 чёрная пешка · c5 белая пешка · f5 чёрная ладья · g5 белая пешка · h5 белая пешка · b4 белый конь · e4 чёрный король · g4 белый король · h4 чёрная пешка · d3 белая ладья · h3 белая пешка · d2 белая пешка · h2 белый ферзь | b7 белый конь · e7 чёрная пешка · h7 белый слон · c6 чёрная пешка · e6 чёрная пешка · c5 белая пешка · f5 чёрная ладья · g5 белая пешка · h5 белая пешка · b4 белый конь · e4 чёрный король · g4 белый король · h4 чёрная пешка · d3 белая ладья · h3 белая пешка · d2 белая пешка · h2 белый ферзь | b7 белый конь · e7 чёрная пешка · h7 белый слон · c6 чёрная пешка · e6 чёрная пешка · c5 белая пешка · f5 чёрная ладья · g5 белая пешка · h5 белая пешка · b4 белый конь · e4 чёрный король · g4 белый король · h4 чёрная пешка · d3 белая ладья · h3 белая пешка · d2 белая пешка · h2 белый ферзь | b7 белый конь · e7 чёрная пешка · h7 белый слон · c6 чёрная пешка · e6 чёрная пешка · c5 белая пешка · f5 чёрная ладья · g5 белая пешка · h5 белая пешка · b4 белый конь · e4 чёрный король · g4 белый король · h4 чёрная пешка · d3 белая ладья · h3 белая пешка · d2 белая пешка · h2 белый ферзь | b7 белый конь · e7 чёрная пешка · h7 белый слон · c6 чёрная пешка · e6 чёрная пешка · c5 белая пешка · f5 чёрная ладья · g5 белая пешка · h5 белая пешка · b4 белый конь · e4 чёрный король · g4 белый король · h4 чёрная пешка · d3 белая ладья · h3 белая пешка · d2 белая пешка · h2 белый ферзь | b7 белый конь · e7 чёрная пешка · h7 белый слон · c6 чёрная пешка · e6 чёрная пешка · c5 белая пешка · f5 чёрная ладья · g5 белая пешка · h5 белая пешка · b4 белый конь · e4 чёрный король · g4 белый король · h4 чёрная пешка · d3 белая ладья · h3 белая пешка · d2 белая пешка · h2 белый ферзь | 4 |
| 3 | b7 белый конь · e7 чёрная пешка · h7 белый слон · c6 чёрная пешка · e6 чёрная пешка · c5 белая пешка · f5 чёрная ладья · g5 белая пешка · h5 белая пешка · b4 белый конь · e4 чёрный король · g4 белый король · h4 чёрная пешка · d3 белая ладья · h3 белая пешка · d2 белая пешка · h2 белый ферзь | b7 белый конь · e7 чёрная пешка · h7 белый слон · c6 чёрная пешка · e6 чёрная пешка · c5 белая пешка · f5 чёрная ладья · g5 белая пешка · h5 белая пешка · b4 белый конь · e4 чёрный король · g4 белый король · h4 чёрная пешка · d3 белая ладья · h3 белая пешка · d2 белая пешка · h2 белый ферзь | b7 белый конь · e7 чёрная пешка · h7 белый слон · c6 чёрная пешка · e6 чёрная пешка · c5 белая пешка · f5 чёрная ладья · g5 белая пешка · h5 белая пешка · b4 белый конь · e4 чёрный король · g4 белый король · h4 чёрная пешка · d3 белая ладья · h3 белая пешка · d2 белая пешка · h2 белый ферзь | b7 белый конь · e7 чёрная пешка · h7 белый слон · c6 чёрная пешка · e6 чёрная пешка · c5 белая пешка · f5 чёрная ладья · g5 белая пешка · h5 белая пешка · b4 белый конь · e4 чёрный король · g4 белый король · h4 чёрная пешка · d3 белая ладья · h3 белая пешка · d2 белая пешка · h2 белый ферзь | b7 белый конь · e7 чёрная пешка · h7 белый слон · c6 чёрная пешка · e6 чёрная пешка · c5 белая пешка · f5 чёрная ладья · g5 белая пешка · h5 белая пешка · b4 белый конь · e4 чёрный король · g4 белый король · h4 чёрная пешка · d3 белая ладья · h3 белая пешка · d2 белая пешка · h2 белый ферзь | b7 белый конь · e7 чёрная пешка · h7 белый слон · c6 чёрная пешка · e6 чёрная пешка · c5 белая пешка · f5 чёрная ладья · g5 белая пешка · h5 белая пешка · b4 белый конь · e4 чёрный король · g4 белый король · h4 чёрная пешка · d3 белая ладья · h3 белая пешка · d2 белая пешка · h2 белый ферзь | b7 белый конь · e7 чёрная пешка · h7 белый слон · c6 чёрная пешка · e6 чёрная пешка · c5 белая пешка · f5 чёрная ладья · g5 белая пешка · h5 белая пешка · b4 белый конь · e4 чёрный король · g4 белый король · h4 чёрная пешка · d3 белая ладья · h3 белая пешка · d2 белая пешка · h2 белый ферзь | b7 белый конь · e7 чёрная пешка · h7 белый слон · c6 чёрная пешка · e6 чёрная пешка · c5 белая пешка · f5 чёрная ладья · g5 белая пешка · h5 белая пешка · b4 белый конь · e4 чёрный король · g4 белый король · h4 чёрная пешка · d3 белая ладья · h3 белая пешка · d2 белая пешка · h2 белый ферзь | 3 |
| 2 | b7 белый конь · e7 чёрная пешка · h7 белый слон · c6 чёрная пешка · e6 чёрная пешка · c5 белая пешка · f5 чёрная ладья · g5 белая пешка · h5 белая пешка · b4 белый конь · e4 чёрный король · g4 белый король · h4 чёрная пешка · d3 белая ладья · h3 белая пешка · d2 белая пешка · h2 белый ферзь | b7 белый конь · e7 чёрная пешка · h7 белый слон · c6 чёрная пешка · e6 чёрная пешка · c5 белая пешка · f5 чёрная ладья · g5 белая пешка · h5 белая пешка · b4 белый конь · e4 чёрный король · g4 белый король · h4 чёрная пешка · d3 белая ладья · h3 белая пешка · d2 белая пешка · h2 белый ферзь | b7 белый конь · e7 чёрная пешка · h7 белый слон · c6 чёрная пешка · e6 чёрная пешка · c5 белая пешка · f5 чёрная ладья · g5 белая пешка · h5 белая пешка · b4 белый конь · e4 чёрный король · g4 белый король · h4 чёрная пешка · d3 белая ладья · h3 белая пешка · d2 белая пешка · h2 белый ферзь | b7 белый конь · e7 чёрная пешка · h7 белый слон · c6 чёрная пешка · e6 чёрная пешка · c5 белая пешка · f5 чёрная ладья · g5 белая пешка · h5 белая пешка · b4 белый конь · e4 чёрный король · g4 белый король · h4 чёрная пешка · d3 белая ладья · h3 белая пешка · d2 белая пешка · h2 белый ферзь | b7 белый конь · e7 чёрная пешка · h7 белый слон · c6 чёрная пешка · e6 чёрная пешка · c5 белая пешка · f5 чёрная ладья · g5 белая пешка · h5 белая пешка · b4 белый конь · e4 чёрный король · g4 белый король · h4 чёрная пешка · d3 белая ладья · h3 белая пешка · d2 белая пешка · h2 белый ферзь | b7 белый конь · e7 чёрная пешка · h7 белый слон · c6 чёрная пешка · e6 чёрная пешка · c5 белая пешка · f5 чёрная ладья · g5 белая пешка · h5 белая пешка · b4 белый конь · e4 чёрный король · g4 белый король · h4 чёрная пешка · d3 белая ладья · h3 белая пешка · d2 белая пешка · h2 белый ферзь | b7 белый конь · e7 чёрная пешка · h7 белый слон · c6 чёрная пешка · e6 чёрная пешка · c5 белая пешка · f5 чёрная ладья · g5 белая пешка · h5 белая пешка · b4 белый конь · e4 чёрный король · g4 белый король · h4 чёрная пешка · d3 белая ладья · h3 белая пешка · d2 белая пешка · h2 белый ферзь | b7 белый конь · e7 чёрная пешка · h7 белый слон · c6 чёрная пешка · e6 чёрная пешка · c5 белая пешка · f5 чёрная ладья · g5 белая пешка · h5 белая пешка · b4 белый конь · e4 чёрный король · g4 белый король · h4 чёрная пешка · d3 белая ладья · h3 белая пешка · d2 белая пешка · h2 белый ферзь | 2 |
| 1 | b7 белый конь · e7 чёрная пешка · h7 белый слон · c6 чёрная пешка · e6 чёрная пешка · c5 белая пешка · f5 чёрная ладья · g5 белая пешка · h5 белая пешка · b4 белый конь · e4 чёрный король · g4 белый король · h4 чёрная пешка · d3 белая ладья · h3 белая пешка · d2 белая пешка · h2 белый ферзь | b7 белый конь · e7 чёрная пешка · h7 белый слон · c6 чёрная пешка · e6 чёрная пешка · c5 белая пешка · f5 чёрная ладья · g5 белая пешка · h5 белая пешка · b4 белый конь · e4 чёрный король · g4 белый король · h4 чёрная пешка · d3 белая ладья · h3 белая пешка · d2 белая пешка · h2 белый ферзь | b7 белый конь · e7 чёрная пешка · h7 белый слон · c6 чёрная пешка · e6 чёрная пешка · c5 белая пешка · f5 чёрная ладья · g5 белая пешка · h5 белая пешка · b4 белый конь · e4 чёрный король · g4 белый король · h4 чёрная пешка · d3 белая ладья · h3 белая пешка · d2 белая пешка · h2 белый ферзь | b7 белый конь · e7 чёрная пешка · h7 белый слон · c6 чёрная пешка · e6 чёрная пешка · c5 белая пешка · f5 чёрная ладья · g5 белая пешка · h5 белая пешка · b4 белый конь · e4 чёрный король · g4 белый король · h4 чёрная пешка · d3 белая ладья · h3 белая пешка · d2 белая пешка · h2 белый ферзь | b7 белый конь · e7 чёрная пешка · h7 белый слон · c6 чёрная пешка · e6 чёрная пешка · c5 белая пешка · f5 чёрная ладья · g5 белая пешка · h5 белая пешка · b4 белый конь · e4 чёрный король · g4 белый король · h4 чёрная пешка · d3 белая ладья · h3 белая пешка · d2 белая пешка · h2 белый ферзь | b7 белый конь · e7 чёрная пешка · h7 белый слон · c6 чёрная пешка · e6 чёрная пешка · c5 белая пешка · f5 чёрная ладья · g5 белая пешка · h5 белая пешка · b4 белый конь · e4 чёрный король · g4 белый король · h4 чёрная пешка · d3 белая ладья · h3 белая пешка · d2 белая пешка · h2 белый ферзь | b7 белый конь · e7 чёрная пешка · h7 белый слон · c6 чёрная пешка · e6 чёрная пешка · c5 белая пешка · f5 чёрная ладья · g5 белая пешка · h5 белая пешка · b4 белый конь · e4 чёрный король · g4 белый король · h4 чёрная пешка · d3 белая ладья · h3 белая пешка · d2 белая пешка · h2 белый ферзь | b7 белый конь · e7 чёрная пешка · h7 белый слон · c6 чёрная пешка · e6 чёрная пешка · c5 белая пешка · f5 чёрная ладья · g5 белая пешка · h5 белая пешка · b4 белый конь · e4 чёрный король · g4 белый король · h4 чёрная пешка · d3 белая ладья · h3 белая пешка · d2 белая пешка · h2 белый ферзь | 1 |
|   | a | b | c | d | e | f | g | h |   |

Обратный мат в четыре хода.

1. Фb8 e5 2. Фh8 e6 3. Лf3 Kрd4 4. Лf4+ Л:f4#
Nuova Rivista degli Scacchi, 1881

Почётный отзыв
|   | a  | b               | c  | d              | e                | f             | g              | h              |   |  |
| 8 | a8 | b8              | c8 | d8             | e8               | f8 белый слон | g8             | h8 чёрный слон | 8 |  |
| 7 | a7 | b7              | c7 | d7             | e7               | f7            | g7             | h7             | 7 |  |
| 6 | a6 | b6              | c6 | d6 белый ферзь | e6               | f6            | g6 чёрный слон | h6             | 6 |  |
| 5 | a5 | b5              | c5 | d5 белая ладья | e5 чёрная пешка  | f5            | g5             | h5 белый слон  | 5 |  |
| 4 | a4 | b4              | c4 | d4             | e4 чёрный король | f4            | g4             | h4             | 4 |  |
| 3 | a3 | b3 белый король | c3 | d3             | e3               | f3            | g3 белая пешка | h3             | 3 |  |
| 2 | a2 | b2              | c2 | d2             | e2               | f2            | g2             | h2             | 2 |  |
| 1 | a1 | b1              | c1 | d1             | e1               | f1            | g1             | h1             | 1 |  |
|   | a  | b               | c  | d              | e                | f             | g              | h              |   |  |

Мат в 2 хода

1.Фa6! угроза 2.Фd3#

1...Кр:d5 2.Фc4#

1...Крe3 2.Фe2#

1...Крf5 2.Ф:g6#

## Галерея
- День рождения Платона, отмечаемый Лоренцо Великолепным на Вилле Кареджи. 1862
- Коронование Девы Марии. Мозаика фронтона кафедрального Собора в Сиене
- Святой Кресценций. 1867. Холст, масло. Собор, Сиена
- Леонардо да Кутро и Руй Лопес играют в шахматы при дворе короля Испании. 1883. Холст, масло. Музей Сан-Донато, Сиена
- Женщины в термах Помпей. 1888. Холст, масло. Частное собрание
- Обучение в Спарте. 1850. Холст, масло. Епископский дворец, Монтобан